# Tiểu thương ở Kolkata, Ấn Độ

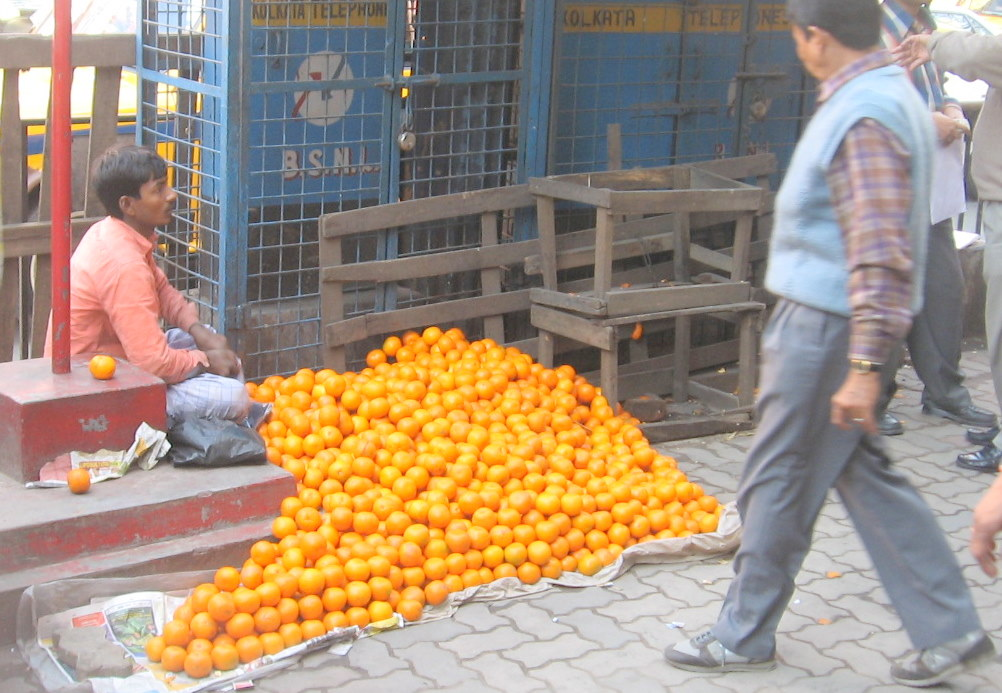
Hàng bán hoa quả ở Park Street, Kolkata

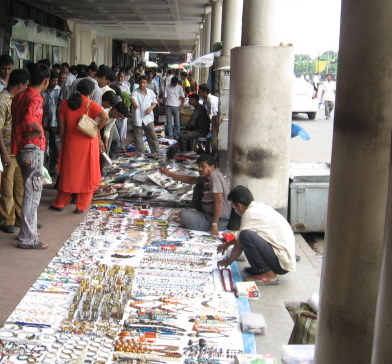
Tiểu thương ở Chowringhee

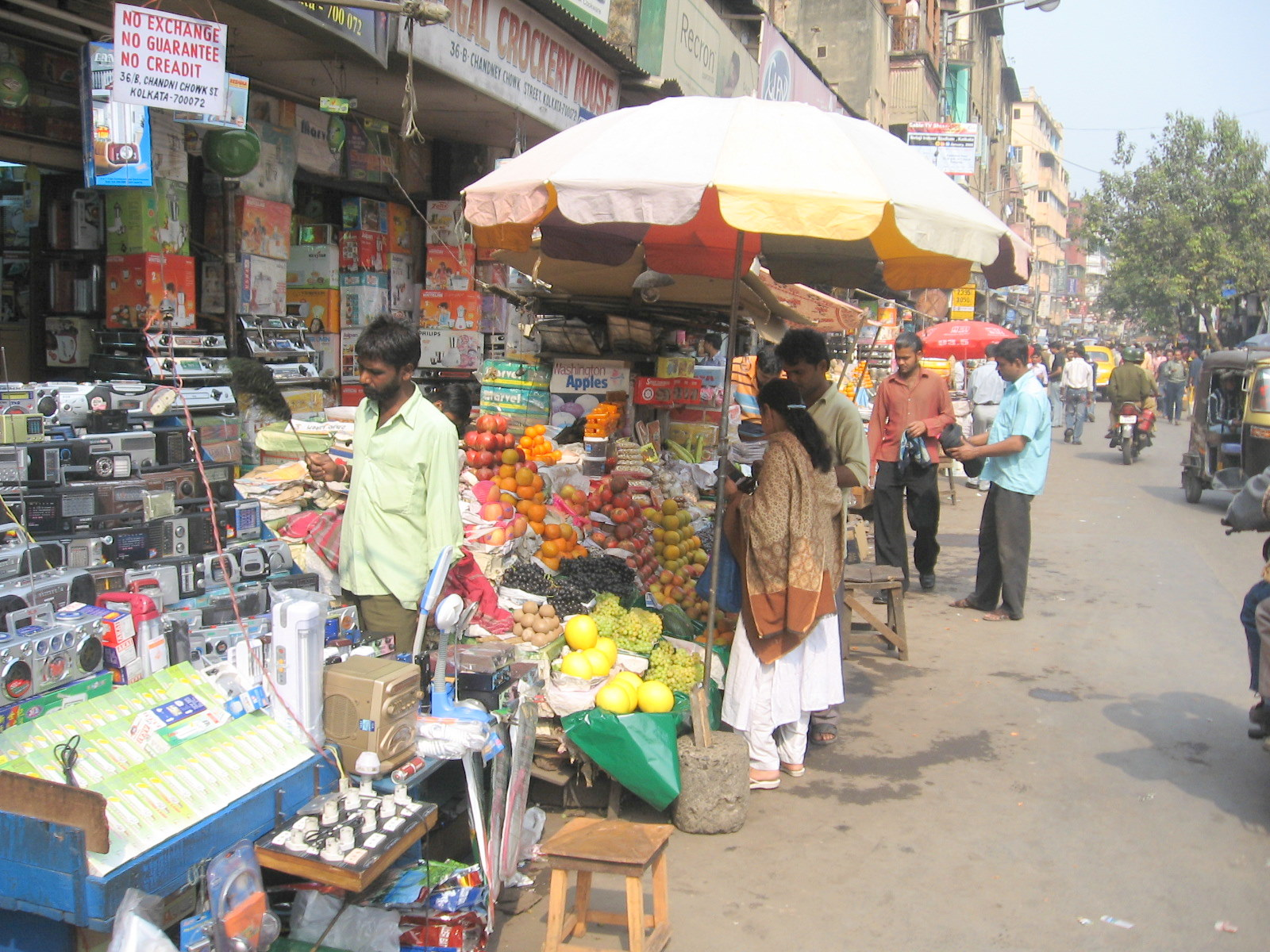
Sạp hàng ở Chandni Chawk

Cộng đồng tiểu thương ở Kolkata, Ấn Độ ước tính phát sinh khoảng 275.000 giao dịch kinh doanh trị giá 87,72 tỷ rupee (tương đương 2 tỷ USD) trong năm 2005. Ở thành phố Côn-ca-ta, trước đây gọi là Calcutta, thủ phủ của bang Tây Bengal (Ấn Độ), có khoảng 80% lề đường và vỉa hè bị lấn chiếm bởi các tiểu thương, người bán hàng rong và người nhập cư bất hợp pháp. Tại nhiều quốc gia, người bán hàng rong sử dụng vỉa hè, mặt đường hoặc những địa điểm công cộng khác để buôn bán hàng hóa và dịch vụ của mình nhưng tại Kolkata, quy mô lớn của nó đã dành được sự quan tâm đặc biệt của các nhà chức trách và luật pháp.